# Gibbeln
Gibbeln är en sjö i Norrköpings kommun i Östergötland och ingår i Motala ströms huvudavrinningsområde. Sjöns area är 0,007 kvadratkilometer och den är belägen 93 meter över havet.